# Thomas Hiram Holding
Thomas Hiram Holding (1844 – 1930) was een Brits kleermaker en de grondlegger van het modern kamperen.
Hij raakte als kind gepassioneerd door kamperen, door met zijn ouders de Verenigde Staten te doorkruisen als deel van een karavaan.
Holding was ook een fanatiek zeiler, ontwierp zijn eigen jollen en publiceerde in 1886 een kanohandleiding genaamd Watery Wanderings 'mid Western Lochs.

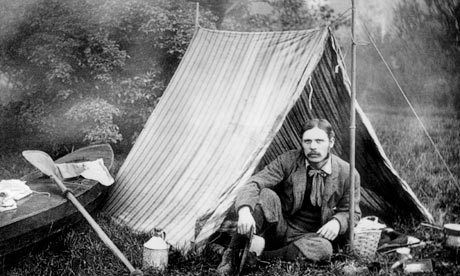
Holding poseert bij een tent en kano.

In juli 1897 ontwierp en bouwde hij een kleine, lichte tent die de gebruiker op de fiets kon meenemen. Hij trok er met zijn zoon en twee vrienden drie dagen op uit met de fiets en de tent in Zuidwest-Ierland. Tegen december 1897 had hij het boek Cycle and Camp af, waarin Holding vertelt over deze uitstap en uitlegt hoe plezant en goedkoop fietskamperen kan zijn. In 1901 richtte hij de Association of Cycle Campers op, later hernoemd tot Camping and Caravanning Club, en in 1908 publiceerde hij de eerste editie van The Camper's Handbook.
- International Standard Name Identifier: 0000 0000 3032 7371
- Library of Congress Control Number: n96115304
- Virtual International Authority File: 11580760